# 日本一テレビ
『日本一テレビ』（にっぽんいちテレビ）とは、日本テレビが2013年に開局60年を記念して主催・制作した開局記念特別番組。
キャッチコピーは「1億3000万人とテレビが繋がる」。
好評だったことから翌年以降も年1回放送されている。

## 概要
日本テレビが開局60年を迎える2013年に1年をかけて「歌」・「笑い」・「頭脳」・「テクノロジー」の4つのジャンルで日本一を決定する。
3月・6月・9月にそれぞれの予選の模様などが放送され、12月には本選・決勝の模様が放送される。
いずれも日本テレビ系列で同時ネットされる（一部地域を除く）。
『歌唱王』『頭脳王』『ロボットバトル』については好評だったため、2014年も行われることになった。このうち『歌唱王』については2015年以降も現在に至るまで続けられている。

## 企画・番組
- 全日本歌唱力選手権 歌唱王(2013年 - 現在)

歌唱力の日本一を決定する。
年齢・性別・国籍・プロアマ問わず、日本在住であれば誰でも応募することができる。
優勝賞金は200万円+副賞。応援団にも100万円が贈呈される。
- ワラチャン! U-20お笑い日本一決定戦(2013年)

20歳以下のお笑いナンバーワンを決定する。
2013年12月31日時点で20歳以下の者が応募することができる。出場メンバーは1人でも複数人でも可。プロアマは問わず、ジャンルも不問。ネタは3分まで。
優勝賞金は200万円。
- 最強の頭脳 日本一決定戦! 頭脳王(2013年 - 2021年)

日本で最も優れた頭脳の持ち主を決定する。様々な角度から頭脳を試す問題が出題される。
出場資格は日本国籍を有する高校生以上の男女。
優勝賞金は100万円。準優勝者には記念品が贈呈される。
- ロボット日本一決定戦! リアルロボットバトル(2013年 - 2014年)

日本一強いロボットを決定する。
主催者枠と日本全国から制作者を募集する公募枠の2軸で参加者を決定する。応募要件は日本テレビが提示する規定に沿って2013年10月までに縦150cm以上、横90cm以内、奥行90cm以内のヒューマノイド型のロボットを制作できる個人もしくは団体。

## 主な出演者
※第1回（2013年）のもの。第2回（2014年）以降はそれぞれの記事内に記述する。
歌唱王
- MC：ウッチャンナンチャン
- 進行：桝太一（日本テレビアナウンサー）
- 審査員（予選）：平尾昌晃、中島啓江、大友康平、ピーター、岡田実音、ダイアモンド☆ユカイ、八代亜紀、湯川れい子、瀬川瑛子、岡本知高
- 審査員（本選）：平尾昌晃、湯川れい子、つんく♂、中島啓江、高橋ジョージ、野口五郎、岡本知高、マシコタツロウ、宇徳敬子、大友康平

ワラチャン!
- MC：タカアンドトシ
- 進行：羽鳥慎一
- 応援サポーター：NMB48

頭脳王
- MC：福澤朗、江角マキコ
- 実況：河村亮（日本テレビアナウンサー）
- 解説：篠原菊紀、竹内薫、中保佐和子

リアルロボットバトル
- MC：ビートたけし、所ジョージ
- サポートパーソナリティー：ももいろクローバーZ

## 放送日時
※第1回（2013年）のもの。第2回（2014年）以降はそれぞれの記事内に記述する。
| 回数  | 回数                 | 放送日時                    | 備考                       |
| ----- | -------------------- | --------------------------- | -------------------------- |
| 第1回 | 第1回                | 2013年3月2日13:30 - 16:55   | 読売テレビは25分先行放送。 |
| 第2回 | 第2回                | 2013年6月22日13:30 - 16:55  |                            |
| 第3回 | 第3回                | 2013年9月14日13:30 - 16:55  |                            |
| 第4回 | 歌唱王               | 2013年12月9日19:00 - 21:54  | 一部生放送。               |
| 第4回 | ワラチャン!          | 2013年12月11日19:00 - 20:54 | 生放送。                   |
| 第4回 | リアルロボットバトル | 2013年12月13日19:00 - 20:50 |                            |
| 第4回 | 頭脳王               | 2013年12月13日20:50 - 22:54 |                            |

## ネット局
| 放送対象地域   | 放送局                                   | 系列                           |
| -------------- | ---------------------------------------- | ------------------------------ |
| 関東広域圏     | 日本テレビ（NTV） 『日本一テレビ』制作局 | 日本テレビ系列                 |
| 北海道         | 札幌テレビ（STV）                        | 日本テレビ系列                 |
| 青森県         | 青森放送（RAB）                          | 日本テレビ系列                 |
| 岩手県         | テレビ岩手（TVI）                        | 日本テレビ系列                 |
| 宮城県         | ミヤギテレビ（MMT）                      | 日本テレビ系列                 |
| 秋田県         | 秋田放送（ABS）                          | 日本テレビ系列                 |
| 山形県         | 山形放送（YBC）                          | 日本テレビ系列                 |
| 福島県         | 福島中央テレビ（FCT）                    | 日本テレビ系列                 |
| 山梨県         | 山梨放送（YBS）                          | 日本テレビ系列                 |
| 新潟県         | テレビ新潟（TeNY）                       | 日本テレビ系列                 |
| 長野県         | テレビ信州（TSB）                        | 日本テレビ系列                 |
| 静岡県         | 静岡第一テレビ（SDT）                    | 日本テレビ系列                 |
| 富山県         | 北日本放送（KNB）                        | 日本テレビ系列                 |
| 石川県         | テレビ金沢（KTK）                        | 日本テレビ系列                 |
| 福井県         | 福井放送（FBC）                          | 日本テレビ系列／テレビ朝日系列 |
| 中京広域圏     | 中京テレビ（CTV）                        | 日本テレビ系列                 |
| 近畿広域圏     | 読売テレビ（ytv）                        | 日本テレビ系列                 |
| 鳥取県・島根県 | 日本海テレビ（NKT）                      | 日本テレビ系列                 |
| 広島県         | 広島テレビ（HTV）                        | 日本テレビ系列                 |
| 山口県         | 山口放送（KRY）                          | 日本テレビ系列                 |
| 徳島県         | 四国放送（JRT）                          | 日本テレビ系列                 |
| 香川県・岡山県 | 西日本放送（RNC）                        | 日本テレビ系列                 |
| 愛媛県         | 南海放送（RNB）                          | 日本テレビ系列                 |
| 高知県         | 高知放送（RKC）                          | 日本テレビ系列                 |
| 福岡県         | 福岡放送（FBS）                          | 日本テレビ系列                 |
| 長崎県         | 長崎国際テレビ（NIB）                    | 日本テレビ系列                 |
| 熊本県         | くまもと県民テレビ（KKT）                | 日本テレビ系列                 |
| 鹿児島県       | 鹿児島読売テレビ（KYT）                  | 日本テレビ系列                 |

## スタッフ
- 企画：五歩一勇治（歌唱王[注釈 1]）、五味一男（頭脳王[注釈 2]）
- 演出：河野雄平（頭脳王）、三浦伸介・堤本幸男（ワラチャン）
- 総合演出：財津功（リアルロボットバトル）
- ナレーター：あおい洋一郎（歌唱王）、田子千尋（頭脳王）、町田浩徳（日本テレビアナウンサー・ワラチャン・リアルロボットバトル）
- 構成：加藤淳一郎（歌唱王・頭脳王）、上野耕平（頭脳王）、長谷川朝二・小野高義・石塚祐介・塩野智章・ビル坂恵（ワラチャン）、吉橋広宣（リアルロボットバトル）
- 問題作成：矢野了平・山田雄也・小堀裕也・佐藤克典・近藤仁美・CAMEYO（頭脳王）
- 総合プロデューサー：岩間玄（頭脳王）
- チーフプロデューサー：安岡喜郎（歌唱王）、菅沼直樹（頭脳王）、大野彰作（ワラチャン）、鈴江秀樹（リアルロボットバトル）
- 制作協力：AX-ON、バックアップメディア、コスモ・スペース、えすと、R-1、ザ・ワークス
- 製作著作：日本テレビ